# La Jutosa
La Jutosa är en ort i Honduras.   Den ligger i departementet Departamento de Cortés, i den västra delen av landet, 190 km norr om huvudstaden Tegucigalpa. La Jutosa ligger 156 meter över havet och antalet invånare är 4 183.
Terrängen runt La Jutosa är varierad. Runt La Jutosa är det mycket tätbefolkat, med 1 754 invånare per kvadratkilometer. Närmaste större samhälle är San Pedro Sula, 14,6 km söder om La Jutosa. Omgivningarna runt La Jutosa är en mosaik av jordbruksmark och naturlig växtlighet.